# Mobile Suit Gundam: L'Ottavo Plotone
Mobile Suit Gundam: L'Ottavo Plotone (機動戦士ガンダム 第08MS小隊?, Kidō senshi Gandamu: Dai zerohachi Emu Esu shōtai , lett. "Gundam il Fante Mobile - L'Ottavo Plotone MS"), noto anche col titolo Mobile Suit Gundam - The 08th MS Team, è una serie OAV di 12 episodi più un mediometraggio, prodotta dalla Sunrise tra il 1996 ed il 1998; appartiene alla saga dell'Universal Century di Gundam. Ne esiste anche una trasposizione in manga ad opera di Umanosuke Iida, regista dell'anime, intitolata Kidō Senshi Gundam: Dai 08 MS Shotai UC 0079+α e pubblicata dalla Kadokawa Shoten sulla rivista Gundam Ace, poi raccolta in 4 tankōbon. In Italia è stata annunciata da Dynit al Lucca 2023 e pubblicata su Prime Video il 15 gennaio 2024.

## Generalità
Sotto il profilo della trama questo OAV fornisce un quadro più realistico del fronte terrestre della Guerra di un anno, è anche l'unica opera del genere in cui la traccia principale è costituita da una storia d'amore. Affidato inizialmente alla regia del veterano Takeyuki Kanda, a causa della sua prematura scomparsa, avvenuta nel 1996, l'OAV fu interrotto dopo i primi due episodi, per poi essere terminato da Umanosuke Iida. Dopo l'inatteso successo, nel 1998 con lo stesso staff fu quindi realizzato un dodicesimo episodio, che funge da epilogo della serie, nonché un mediometraggio in parte di montaggio e in parte originale, narrativamente collocato tra gli episodi 8 e 9 ed intitolato Miller's report, la cui regia generale fu affidata a Mitsuko Kase. In occasione dell'edizione in blu-ray giapponese, nel 2013, viene creato un mini episodio di 10 minuti, collocato tra gli episodi 9 e 10, intitolato Battle in three dimensions.

## Trama

### The 08th MS Team
Il giovane tenente federale Shiro Amada viene assegnato sulla Terra al comando di un plotone dei nuovi mobile suit della Federazione Terrestre, gli RX-79G Gundam, sviluppati dal famoso prototipo RX-78. Durante il trasferimento dallo spazio lo shuttle su cui viaggia viene coinvolto in un combattimento tra uno Zaku di Zeon ed un GM federale, cui lo stesso tenente Amada prende parte a bordo di un Ball. Finirà così per conoscere il pilota dello Zaku, l'affascinante Aina Sahalin, con cui si ritrova disperso nello spazio in attesa di soccorsi. La serie narra quindi le vicende dell'8º Plotone Mobile Suit, impegnato nella giungla del Sud-est asiatico a scovare una base segreta in cui Zeon sta sperimentando il nuovo terribile mobile armor Apsalus, intrecciandole con quelle degli stessi zeoniani di stanza nella base, tra i quali proprio Aina, sorella dello scienziato Ginius Sahalin, a capo del progetto. L'asse intorno al quale ruota la trama è quindi la storia d'amore che nasce tra Shiro Amada e Aina Sahalin, attraverso la quale viene ulteriormente approfondita l'assurda tragedia della guerra.

### Miller's report
La trama di questo film, costruito per la maggior parte con il materiale presente negli episodi 7 e 8, ha ad oggetto l'indagine compiuta dall'agente dei servizi di intelligence federali Alice Miller sul tenente Shiro Amada, sospettato di spionaggio per la sua relazione con Aina Sahalin, il pilota della micidiale arma nemica, l'Apsalus, cui l'intero battaglione meccanizzato del Sud-est asiatico sta dando la caccia.

### Battle in three dimensions
Durante l'attraversamento di un ponte nella giungla, il battaglione di Shiro Amada subisce l'attacco di cannoni e di un MS-07 Flying Gouf.

## Personaggi
Shiro Amada (シロー・アマダ?, Shirō Amada)
Doppiato da: Nobuyuki Hiyama (ed. giapponese), Matteo Liofredi (ed. italiana)
È il nuovo leader di plotone dell'8° team di Mobile Suit della Federazione Terrestre nel sud-est asiatico. Prima di assumere questa posizione, tuttavia, fa amicizia con Aina Sahalin, una pilota di Zeon, nello spazio e all'insaputa di entrambi i loro destini si intrecciano.
Aina Sahalin (アイナ・サハリン?, Aina Saharin)
Doppiata da: Kikuko Inoue (ed. giapponese), Anna Laviola (ed. italiana)
È membro di una nobile famiglia della patria di Zeon, è il pilota collaudatore senior di un nuovo programma di mobile Armor guidato da suo fratello Ginias. Mentre pilota il suo prototipo Zaku in mezzo a un campo di detriti nello spazio, incontra Shiro Amada e forma un legame con lui anche se si trovano su fronti opposti della guerra. Le circostanze fanno sì che i due si incontrino di nuovo più avanti nella serie.
Eledore Massis (エレドア・マシス?, Eredoa Mashisu)
Doppiato da: Keiji Fujiwara (ed. giapponese), Gianluca Cortesi (ed. italiana)
È un membro veterano dell'08th MS Team e guida l'hovertruck di supporto della squadra. Non è molto coraggioso e ammette apertamente di non essere tagliato per essere un soldato, ma si mette in pericolo quando deve, soprattutto quando è coinvolta Karen.
Ginias Sahalin (ギニアス・サハリン?, Giniasu Saharin)
Doppiato da: Shō Hayami (ed. giapponese)
È il fratello maggiore di Aina Sahalin. Ginias è un ufficiale di Zeon incaricato dalla sua leadership di costruire un'arma mobile abbastanza potente da distruggere il quartier generale militare delle Forze della Federazione Terrestre di Jaburo. Sebbene Ginias sia piuttosto brillante e un gentile superiore militare, soffre anche di una malattia sconosciuta.
Karen Joshua (カレン・ジョシュワ?, Karen Joshuwa)
Doppiata da: Mami Koyama (ed. giapponese), Emanuela Damasio (ed. italiana)
È il pilota di mobile suit più longevo della squadra, è inizialmente delusa quando Shiro prende il comando della squadra con lei come seconda in comando. Essendo ex studentessa di medicina e vedova di un medico militare, Karen può fungere anche da medico da campo in caso di emergenza.
Kiki Rosita (キキ・ロジータ?, Kiki Rojīta)
Doppiato da: Chinami Nishimura (ed. giapponese), Ludovica Bebi (ed. italiana)
È la figlia di un leader della guerriglia anti-Zeon. Incontra Shiro poco prima che venga fatto prigioniero dai guerriglieri e si innamora di lui. Quando Shiro finalmente li convince ad assistere l'08th MS Team, Kiki lo segue, coordinando il supporto e fornendo la comunicazione tra l'unità MS e la resistenza.
Michel Ninorich (ミケル・ニノリッチ?, Mikeru Ninoritchi)
Doppiato da: Hiro Yūki (ed. giapponese), Danny Francucci (ed. italiana)
Unendosi all'08th MS Team contemporaneamente a Shiro, Michel è il partner di Eledore nell'hovertruck di supporto, servendo come navigatore e mitragliere. Tra una battaglia e l'altra scrive lettere alla sua ragazza BB, che vive ancora nelle colonie spaziali.
Norris Packard (ノリス・パッカード?, Norisu Pakkādo)
Doppiato da: Osamu Ichikawa (ed. giapponese)
Un aviatore militare assegnato alle forze di Zeon nel sud-est asiatico come osservatore, Norris viene successivamente trasferito nella base segreta di Ginias Sahalin e vede Aina Sahalin lavorare sul programma di armatura mobile Apsalus. Muore nell'episodio 10 combattendo le truppe della Federazione che assediavano la base dopo aver subito un colpo fatale da Shiro Amada.
Terry Sanders Jr. (テリー・サンダースJr.?, Terī Sandāsu Jr.)
Doppiato da: Tesshō Genda (ed. giapponese), Davide Marzi (ed. italiana)
L'altro membro veterano dell'08th MS Team all'inizio della serie, Sanders ha avuto una serie di sfortuna: ogni squadra a cui è stato assegnato viene distrutta durante la loro terza missione insieme.
Yuri Kellarny (ユーリ・ケラーネ?, Yūri Kerāne)
Doppiato da: Kyonosuke Kami (ed. giapponese)
È un amico di famiglia dei Sahalin, Kellarny guida una divisione militare di Zeon in Europa. Sebbene si comporti in modo burbero e maleducato con i Sahalin, è raffigurato come un soldato onorevole che si prende sempre cura dei suoi uomini. Dopo che la base di Odessa cade in mano alla Federazione, Yuri guida i sopravvissuti della sua divisione verso la base di Ginias, sperando di trovare qualche veicolo di lancio. Ginias lo uccide mentre cerca di entrare.
Kojima (コジマ?)
Doppiato da: Yuzuru Fujimoto (ed. giapponese), Gianluca Machelli (ed. italiana)
È il comandante dell'unità madre dell'8° MS Team, il battaglione Kojima, Kojima è un tipico ufficiale che fa tutto ciò che gli viene detto dai suoi superiori. Verso la fine, tuttavia, è visibilmente scosso dalle tattiche brutali del Capitano Isan Ryer e lo sfida, pensando che siano morte già abbastanza brave persone.

## Episodi
| Nº  | Titolo italiano Giapponese 「Kanji」 - Rōmaji - Traduzione letterale                                                                                                   | In onda          | In onda         |
| Nº  | Titolo italiano Giapponese 「Kanji」 - Rōmaji - Traduzione letterale                                                                                                   | Giapponese       | Italiano        |
| 1   | Guerra a due 「二人だけの戦争」 - Futari dakeno sensō – "Guerra a due"                                                                                                 | 25 gennaio 1996  | 15 gennaio 2024 |
| 2   | Gundam nella giungla 「密林のガンダム」 - Mitsurin no Gandamu – "Gundam nella giungla"                                                                                 | 25 gennaio 1996  | 15 gennaio 2024 |
| 3   | Il tempo limite della fiducia 「信頼への限界時間」 - Shinrai heno genkaiji kan – "Il tempo limite della fiducia"                                                       | 25 marzo 1996    | 15 gennaio 2024 |
| 4   | Il demone sopra di noi 「頭上の悪魔」 - Zujō no akuma – "Il diavolo sopra la testa"                                                                                    | 25 ottobre 1996  | 15 gennaio 2024 |
| 5   | Ordine di attesa violato 「破られた待機命令」 - Yabura reta taiki meirei – "Ordine di attesa violato"                                                                  | 25 novembre 1996 | 15 gennaio 2024 |
| 6   | Fronte nella sabbia rovente 「熱砂戦線」 - Netsu suna sensen – "Fronte nella sabbia rovente"                                                                           | 18 dicembre 1996 | 15 gennaio 2024 |
| 7   | Incontrarsi di nuovo 「再会」 - Saikai – "Incontrarsi di nuovo" | 25 ottobre 1997  | 15 gennaio 2024 |
| 8   | Il dovere militare e l'ideale 「軍務と理想」 - Gun tsutomu to risō – "Il dovere militare e l'ideale"                                                                   | 18 dicembre 1997 | 15 gennaio 2024 |
| 9   | La prima linea 「最前線」 - Saizensen – "La prima linea" | 25 febbraio 1998 | 15 gennaio 2024 |
| 10  | La montagna trema (parte prima) 「震える山(前編)」 - Furue ru yama (zenpen) – "La montagna trema (parte prima)"                                                        | 25 luglio 1998   | 15 gennaio 2024 |
| 11  | La montagna trema (parte seconda) 「震える山(後編)」 - Furue ru yama (kōhen) – "La montagna trema (parte seconda)"                                                     | 25 aprile 1999   | 15 gennaio 2024 |
| 12  | L'ultima risorsa 「ラスト・リゾート」 - Rasuto rizoto – "L'ultima risorsa"                                                                                             | 25 luglio 1999   | 15 gennaio 2024 |
| 8.5 | Special: Miller's Report 「機動戦士ガンダム 第08MS小隊 ミラーズ・リポート」 - Kidōsenshi Gandamu dai 08ms shōtai Mirazu ripoto – "VIII Plotone MS: il rapporto Miller" | 1º agosto 1998   | 15 gennaio 2024 |
| 9.5 | 「機動戦士ガンダム 第08MS小隊 - 三次元の戦い?」 - San jigen no tatakai – "Battaglia in tre dimensioni"                                                                 | 22 febbraio 2013 | -               |